# Monestir de Sant Pere de la Portella
|  | No s'ha de confondre amb Sant Pere de la Portella. |

El Monestir de Sant Pere de la Portella és un monestir del terme de la Quar (Berguedà). És una obra declarada bé cultural d'interès nacional.

## Descripció
El monestir està constituït per una agrupació d'edificacions en estat ruïnós situades en un altiplà entre el rec de Sois i el rec de Cal Molí. Es conserva en relatiu bon estat l'església del segle xi, que fou refeta al segle xii. És d'una nau coberta amb volta de canó, capçada a llevant per un absis semicircular. L'absis és decorat externament amb decoració de tipus llombard: un fris d'arcuacions cegues sostingut per semicolumnes adossades, rematades per uns daus trapezials a manera de capitells. Interiorment, la decoració és similar, però amb arcs de mig punt en lloc d'arcuacions. L'interior de l'església fou decorat en època barroca i neoclàssica (segles XVII-XVIII). La decoració de l'absis és llombarda, amb arcuacions cegues en grups de quatre entre columnes semicirculars reforçades per mènsules.
El campanar, adossat al mur de tramuntana, és format per una massissa torre quadrada, sense cap mena d'ornamentació i amb la part superior capçada. La porta d'entrada, alta i estreta, és a la façana de ponent. A migdia de l'església hi ha un petit claustre de dos pisos, que sembla obra del segle xv, tot i que la seva rusticitat ha fet pensar que és anterior, al voltant del qual s'organitzen les diferents dependències monacals. Entorn seu hi ha les dependències monàstiques, en un lamentable estat d'abandonament. Entre aquestes cal esmentar l'espaiós palau abacial del segle xviii (1775) que és una construcció independent situada a la plaça on s'obre la façana de ponent.
Hi havia la Majestat de la Portell, una talla romànica del segle xii, destruïda l'any 1936.

## Història

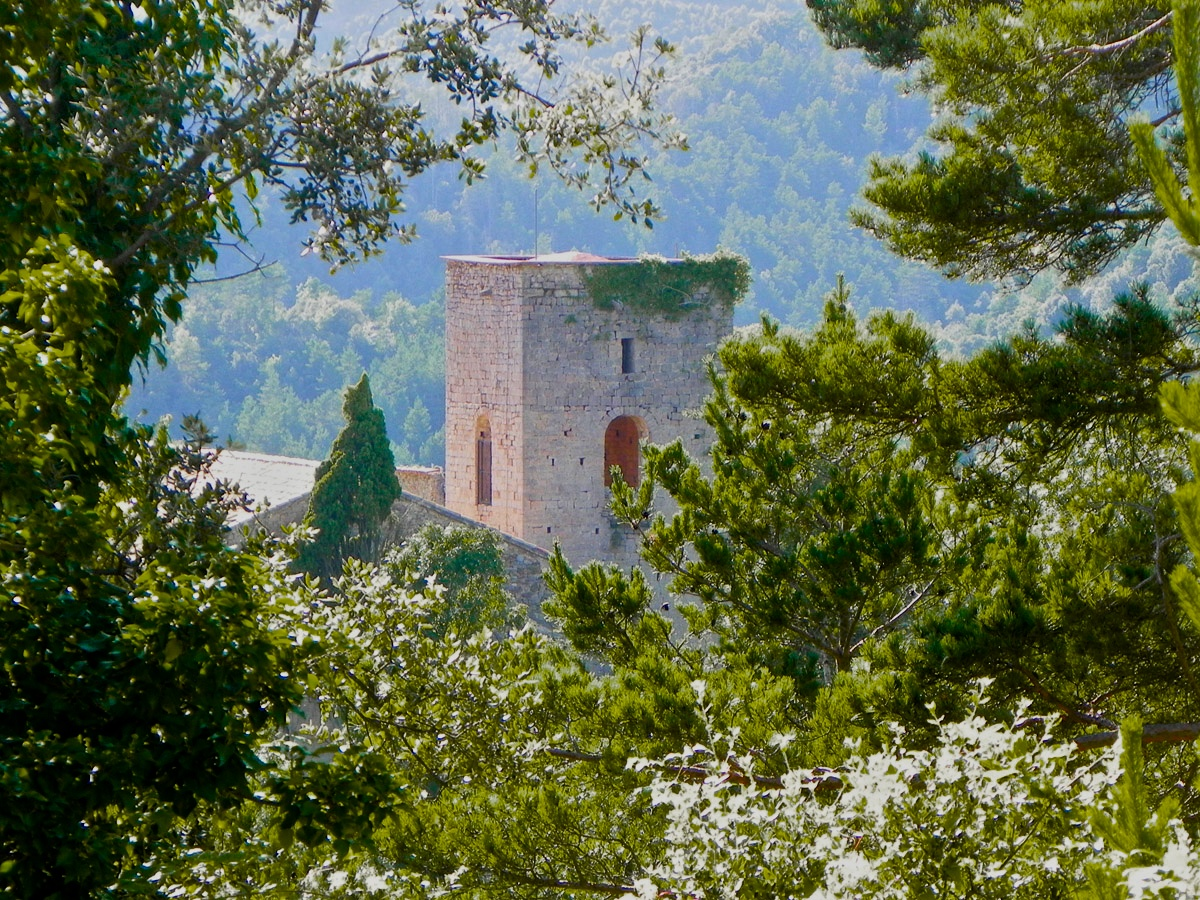
Sant Pere de la Portella entre els arbres

L'antiga abadia benedictina de Sant Pere de la Portella, que antigament rebia el nom de Sant Pere de Frontanyà, situada en una àmplia fondalada de la capçalera de la vall de la Portella, és coneguda documentalment des del 997. En aquesta època devia existir-hi una comunitat de monjos, que fou afavorida a partir de l'any 1001 pels veguers de la Portella, veritables fundadors del monestir, amb un seguit de donacions que s'allargaren durant tot el segle.
El llinatge de "Saportella", Guifré I i la seva mare Doda, van ser els primers que van fer una gran donació per a la fundació, prop del seu castell, del monestir benedictí l'any 1003. Protegits per l'abat Oliba, a partir de llavors van rebre moltes donacions de terres, vinyes, horts i boscos de tots els voltants com del Vallespir i la Cerdanya.
L'any 1031 hi ha referències del primer nom d'un abat: Dalmau. En aquesta època s'havia iniciat la construcció d'una nova església, dedicada a sant Pere, sant Joan Baptista i sant MArtí, per tal d'acollir amb més dignitat les celebracions monàstiques, la qual fou consagrada el 21 de setembre de 1035, pel bisbe Ermengol d'Urgell, en una gran cerimònia que va reunir als bisbes de Barcelona, Narbona i Carcassona.
Al segle xiii, la comunitat estava formada per cinc monjos i endeutada, va començar la seva decadència amb enfrontaments i litigis amb els senyors del lloc. El 1348, mor l'abat per una epidèmia de pesta i el cenobi és abandonat per algun temps. Gràcies al nou abat Berenguer, es van refer i amb sis monjos, van tornar al monestir l'any 1365.
No obstant això, el monestir va continuar gaudint de la protecció dels senyors de la Portella, que convertiren I'església en el seu panteó familiar, com ho demostren els tres sarcòfags sostinguts per cartel·les que es conservaven a l'interior de l'església a la paret de la dreta. D'aquestes, en l'actualitat se'n conserven dos sarcòfags i dues cartel·les a l'església parroquial de sant Maurici.
Com altres monestirs benedictins, Sant Pere de la Portella va ser integrat a la Congregació Claustral de Tarragona; això comportava la vigilància d'uns visitadors, els quals al segle xv, van denunciar la mala actuació de l'abat Joan Marquet i el van acusar dels diversos danys que sofria el monestir; l'abat va acabar renunciant al seu càrrec.
L'any 1534, un grup de bandolers, va assaltar el monestir assassinant a l'abat i saquejant els seus béns; la comunitat es va dispersar i no va tornar a unir-se de nou fins a l'any 1560. Entre el 1599 i el 1604 en va ser abat el compositor Mateu Fletxa el Jove, que hi morí i hi fou sebollit, malgrat que la tomba, situada al peu de l'altar del monestir, fou violada i destruïda de forma vandàlica en temps relativament propers. A partir del 1617, la Portella es va unir al monestir de Sant Pau del Camp, de Barcelona, on va passar a viure el seu abat, fins a la desamortització de 1835.
Durant la primera guerra carlina, es va traslladar des de 1838 a 1840, la Universitat de Cervera al monestir.
El 2010 va ser declarat Bé Cultural d'Interès Nacional.